# Prometheomys schaposchnikowi
Prometheomys schaposchnikowi é uma espécie de roedor da família Cricetidae. é a única espécie do género Prometheomys.
Pode ser encontrada nos seguintes países: Geórgia e Turquia.